# Рюом
Рюо́м (фр. и окс. Ruoms) — коммуна во Франции, находится в регионе Рона — Альпы. Департамент коммуны — Ардеш. Входит в состав кантона Валлон-Пон-д’Арк. Округ коммуны — Ларжантьер.
Код INSEE коммуны — 07201.

## Население
Население коммуны на 2008 год составляло 2245 человек.
| 1962 | 1968 | 1975 | 1982 | 1990 | 1999 | 2008 |
| ---- | ---- | ---- | ---- | ---- | ---- | ---- |
| 1474 | 1620 | 1700 | 1794 | 1858 | 2132 | 2245 |

## Экономика
В 2007 году среди 1236 человек в трудоспособном возрасте (15—64 лет) 825 были экономически активными, 411 — неактивными (показатель активности — 66,7 %, в 1999 году было 64,2 %). Из 825 активных работали 702 человека (359 мужчин и 343 женщины), безработных было 123 (54 человека и 69 женщин). Среди 411 неактивных 90 человек были учениками или студентами, 146 — пенсионерами, 175 были неактивными по другим причинам.

## Фотогалерея

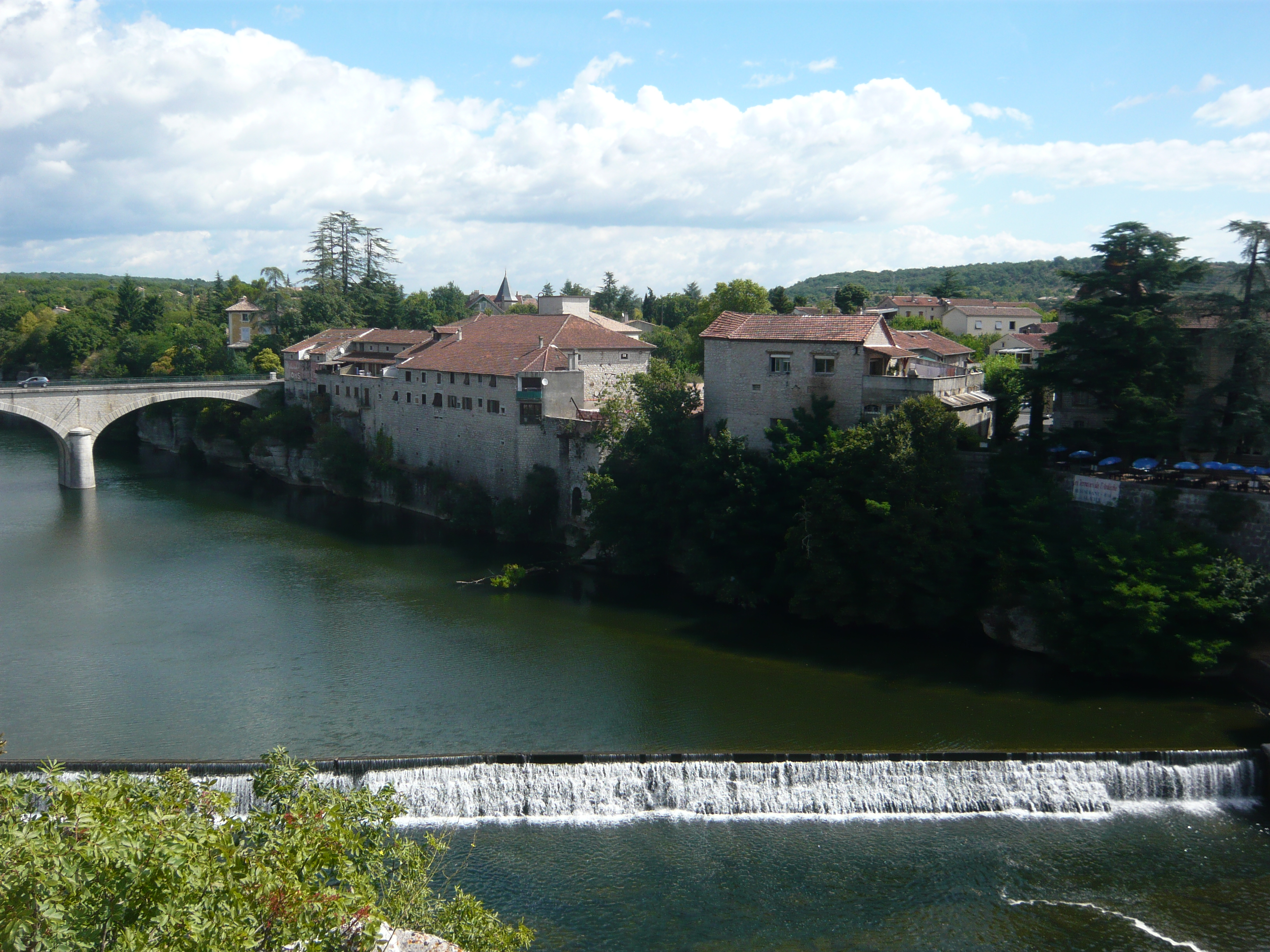
Река Ардеш в Рюоме
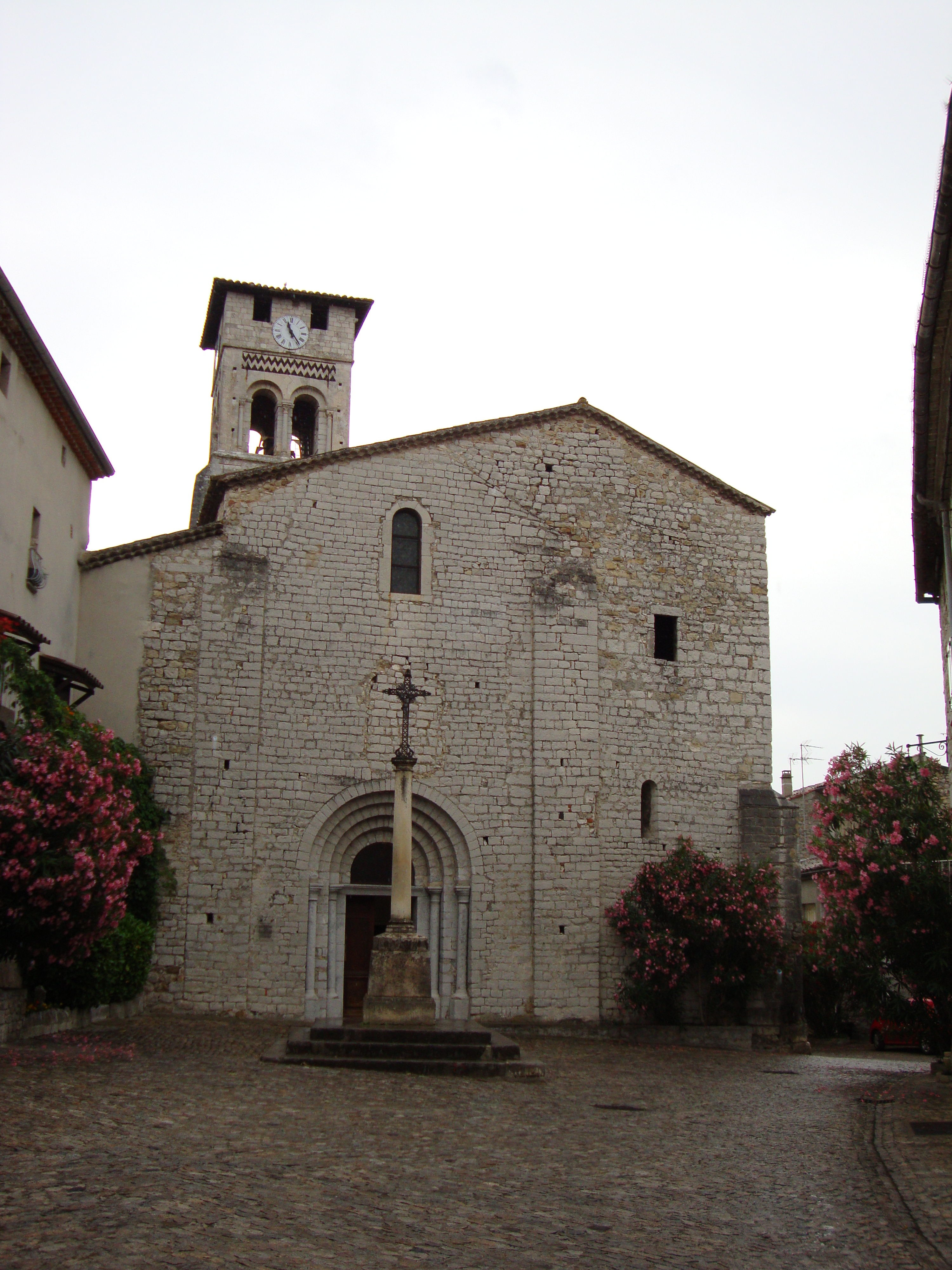
Церковь
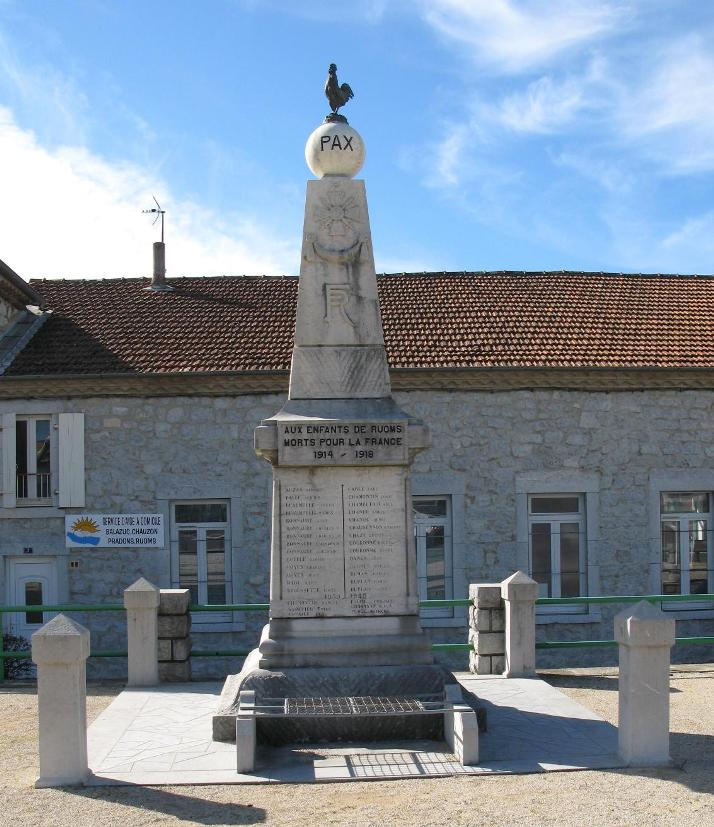
Памятник погибшим в Первой мировой войне
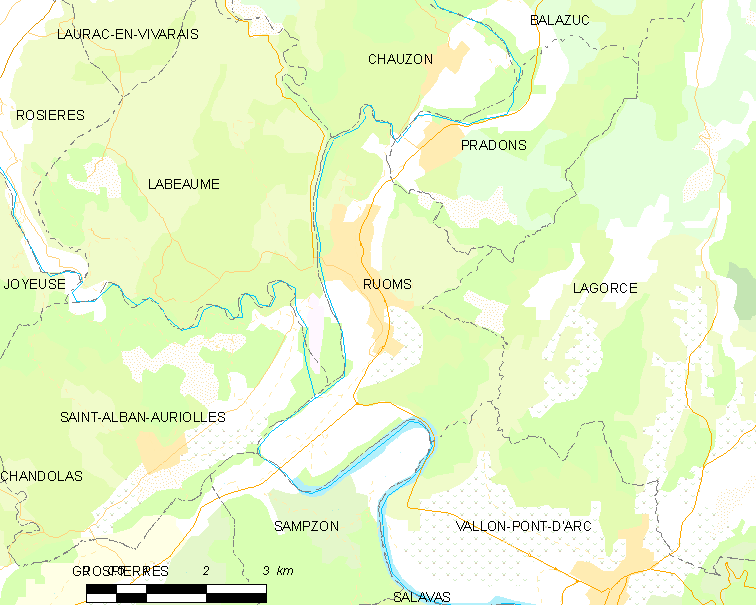
Карта коммуны